# Cabo Nuñez

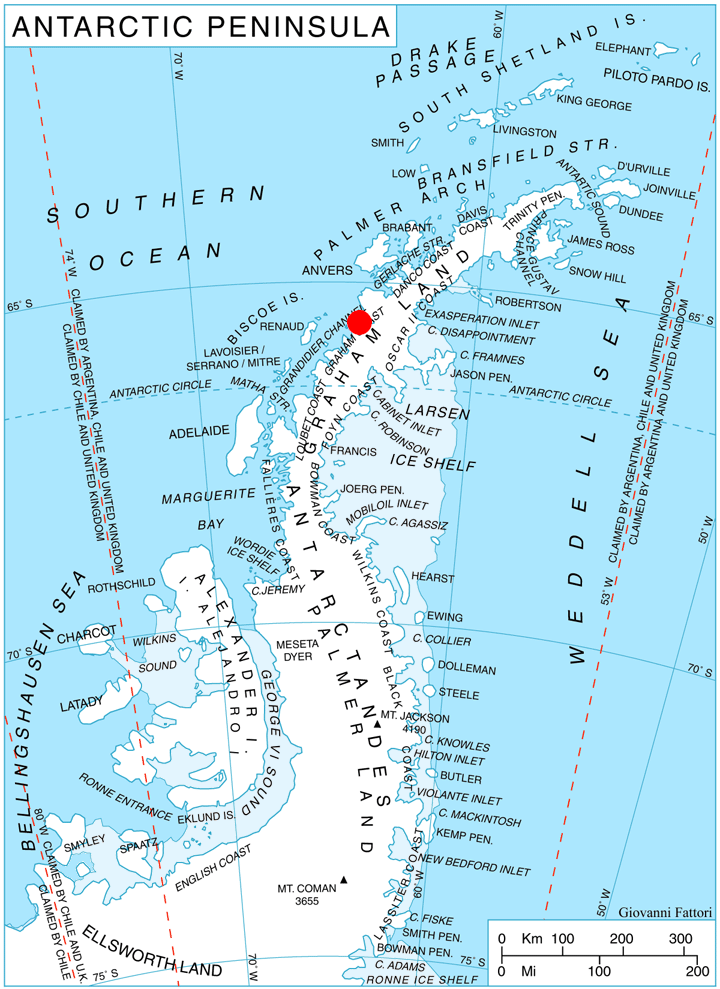
Localização da Península Barison na Costa de Graham, Península Antártica.

 O Cabo Nuñez (65° 33′ S, 64° 15′ O) é um ponto formando a extremidade oeste do Promontório Takaki, na Península Barison na Costa de Graham, Terra de Graham, na Antártida. Foi descoberto pela Expedição Antártica Francesa, 1903–05, e batizada por Charcot em homenagem ao Capitão Nunez, da Marinha Argentina.

## Mapas
- British Antarctic Territory. Escala 1:200000, topográfico. Série DOS 610, folha W 65 64. Directorate of Overseas Surveys, Tolworth, Reino Unido, 1971.